# Pohlia flexuosa
Pohlia flexuosa là một loài Rêu trong họ Bryaceae. Loài này được Harv. miêu tả khoa học đầu tiên năm 1836.